# Otiothops fulvus
Espèce
Synonymes
- Iheringia fulva Mello-Leitão, 1932

Otiothops fulvus est une espèce d'araignées aranéomorphes de la famille des Palpimanidae.

## Distribution
Cette espèce est endémique de l'État de Rio de Janeiro au Brésil,.

## Description
La femelle décrite par Platnick en 1975 mesure 8,35 mm.

## Publication originale
- Mello-Leitão, 1940 : Spiders of the Guiana forest collected by O. W. Richards. Arquivos de Zoologia do Estado de Sao Paulo, vol. 2, p. 175-197.